# Evans-Piedmont-Gletscher
Der Evans-Piedmont-Gletscher ist eine breite Schelfeistafel an der Scott-Küste des ostantarktischen Viktorialands. Sie liegt zwischen der Tripp-Insel und Kap Archer. 
Sie wurde im Oktober 1957 von der New Zealand Northern Survey Party im Rahmen der Commonwealth Trans-Antarctic Expedition (1955–1958) erstmals umrundet. Benannt ist sie nach dem britischen Seemann Edgar Evans (1876–1912), einem Mitglied der fünfköpfigen Südpolmannschaft um Robert Falcon Scott während der Terra-Nova-Expedition (1911–1913).